# دان پرنده

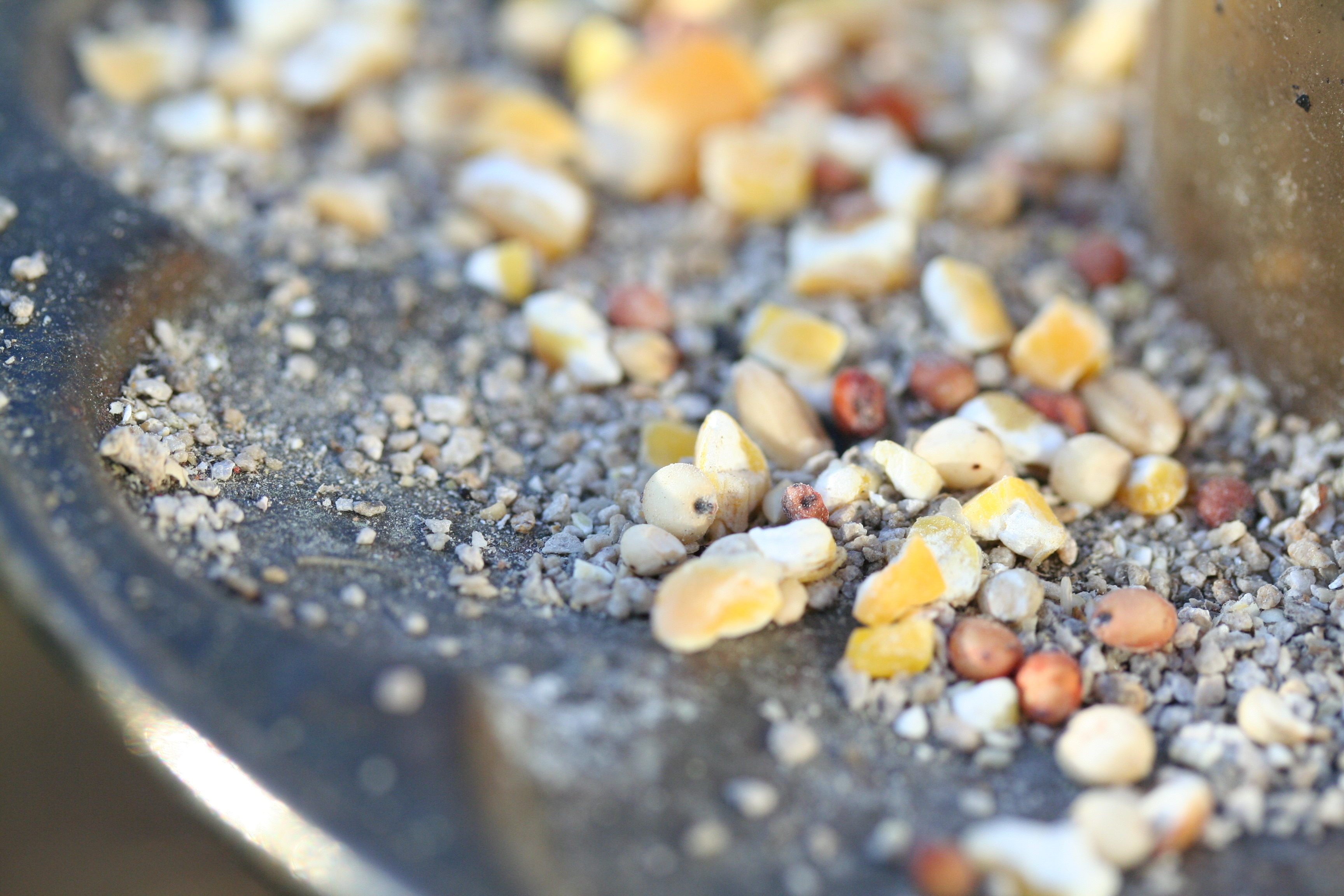
مخلوطی از دانه‌ها در تغذیه پرنده

دان پرنده یا خوراک پرنده (به انگلیسی: Bird food)، غذایی است (اغلب انواع دانه‌ها، آجیل، و/یا میوه‌های خشک) که توسط پرندگان وحشی و اهلی مصرف می‌شود. در حالی که بیشتر خوراک پرندگان به پرندگان تجاری (مرغ، بوقلمون) داده می‌شود، مردم نیز از غذای پرندگان برای تغذیه پرندگان خانگی خود استفاده می‌کنند یا یک محل تغذیه برای پرندگان وحشی فراهم می‌کنند.
انواع مختلف دان پرندگان منعکس‌کنندهٔ گونه‌های پرندگانی است که می‌توان آنها را تغذیه کرد، مانند گوشت‌خوار، گیاه‌خوار، حشره‌خوار، شهدخوار و دیگر. دان پرنده همچنین می‌تواند با استراتژی‌های تغذیه‌ای که نوک برای شکستن پوسته دانه و به‌دست آوردن دانه‌های داخل آن به کار می‌گیرند متفاوت باشد (مانند نوک قلاب‌دار در برابر نوک مستقیم).
تخمه‌های آفتابگردان طیف وسیعی از پرندگان را به خود جذب می‌کنند و به همین دلیل اغلب خوراک اصلی پرندگان حیاط خانه را تشکیل می‌دهند. با این حال، انواع دیگر دانه می‌تواند به جذب انواع مختلف پرندگان به باغ‌ها و حیاط خانه کمک کند. به‌طور کلی، مخلوط‌هایی که دارای ارزن قرمز، جو دوسر و سایر «پرکننده‌ها» هستند، برای اکثر پرندگان جذاب نیستند و می‌توانند منجر به پسماند زیادی شوند، زیرا پرندگان را بر اساس نوع دانه‌بندی خوراکشان دسته‌بندی می‌کنند و همچنین پتانسیل رشد قارچ‌ها و باکتری‌ها را دارند.
در حالی که تغذیه پرندگان وحشی از دان‌خوری پرندگان یک روش رایج است، آن‌ها می‌توانند خطرهای بالقوه‌ای را برای پرندگانی که در آنجا تغذیه می‌کنند، داشته باشند، مانند بیماری، سوء تغذیه، و شکار جانوران اهلی. پژوهشگران توصیه می‌کنند که دان‌خوری‌های پرندگان هر بار که پر می‌شوند ضدعفونی شوند.